# Ribbeblad
Ribbeblad (Delesseria sanguinea) eller nervtång är en  rödalgsart som först beskrevs av Jean Vincent Félix Lamouroux 1813. Ribbeblad ingår i släktet Delesseria och familjen Delesseriaceae.

## Utseende
Ribbeblad är blod- eller rosenröd till färgen. Bålen kan bli 10–25 cm lång och har en kraftig mittnerv.

## Förekomst
Ribbeblad är vanligt längs hela den norska kusten där det förekommer på ett djup mellan 3 och 20 meter, ofta tillsammans med den närstående arten ekblading. I Sverige är arten klassad som bofast och reproducerande och har observerats huvudsakligen i Bohuslän.